# Tabebuia chrysotricha
Tabebuia chrysotricha è un albero sempreverde originario del Brasile. Molto simile, e molto spesso confuso, con il Tabebuia ochracea.
Può raggiungere un'altezza variabile tra i 7 e gli 11 metri.